# Giacomo Conti
Giacomo Luigi Conti (ur. 24 czerwca 1918 w Palermo, zm. 8 lipca 1992 w Weronie) – włoski bobsleista, złoty medalista igrzysk olimpijskich.

## Kariera
W trakcie II wojny światowej Giacomo Conti zgłosił się do Królewskich Sił Powietrznych (wł. Regia Aeronautica), dochodząc do stopnia majora. Największy sukces w karierze sportowej osiągnął w 1956 roku, kiedy w parze z Lamberto Dalla Costą zdobył złoty medal w dwójkach podczas igrzysk olimpijskich w Cortina d’Ampezzo. Był to jego jedyny start olimpijski. Nigdy nie zdobył medalu na mistrzostwach świata, najlepszy wynik osiągnął na mistrzostwach świata w Sankt Moritz w 1957 roku, gdzie w dwójkach zajął czwarte miejsce. Jeszcze w 1957 roku zakończył karierę.